# ألعاب الشاطئ العالمية 2023
ألعاب الشاطئ العالمية 2023 هي ستكون النسخة الثانية من بطولة ألعاب الشاطئ العالمية تحت إشراف اتحاد اللجان الأولمبية الوطنية. من المقرر أن تقام في بالي، إندونيسيا في الفترة من 5 حتى 12 أغسطس 2023.